# Будитољију Страулас (Олбија-Темпио)
Будитољију Страулас је насеље у Италији у округу Сасари, региону Сардинија.
Према процени из 2011. у насељу је живело 561 становника. Насеље се налази на надморској висини од 75 м.